# Черкасов, Николай Петрович
Никола́й Петро́вич Черка́сов (Серге́ев) (16 февраля 1884, Астрахань — 9 февраля 1944, Алма-Ата) — русский и советский актёр театра и кино, лауреат Сталинской премии первой степени (1941).

## Биография
Родился в Астрахани в дворянской семье. Мать — Елизавета Михайловна Черкасова, отец Пётр Сергеевич Сергеев. Первоначально носил фамилию отца.
Окончив Астраханскую гимназию, отправился в Петербург, где поступил в университет на юридический факультет, но бросил учёбу. В Петербурге брал уроки вокала у преподавателя консерватории И. Шавердова. Солист-тенор Михайловского театра в 1905—1910 годах (партия Надира в опере «Искатели жемчуга» Жоржа Бизе, партия Альмавивы в опере «Севильский цирюльник» Дж. Россини, другие теноровые партии).
Пел в театрах различных городов Европейской части Российской Империи. Позднее служил в театре Красной Армии.
В 1936—1944 — актёр Московского драматического театра имени Н. Э. Баумана (ныне Московский театр кукол).
В кино Николай Черкасов пришёл в 1935, снявшись в роли охотника Шо-Мурада в фильме «Джульбарс». Следующий фильм — «Суворов» (1940) режиссёра Всеволода Пудовкина — был удостоен Сталинской премии 1-й степени.
В 1942 году снимался в «Боевом киносборнике № 10» в двух новеллах: «Бесценная голова» (реж. Борис Барнет) и «Молодое вино» (реж. Ефим Арон). Также в этом году он снялся в «Боевом киносборнике № 12» (новелла «Ванька», реж. Герберт Раппапорт).
В 1942 году Николай Черкасов снялся в фильме «Непобедимые» («Ленинградцы») режиссёра Сергея Герасимова.
Николай Петрович скоропостижно скончался 22 января 1944 года от разрыва аорты, находясь в эвакуации в Алма-Ате вместе с киностудией «Мосфильм» в возрасте 59 лет. Похоронен в Алма-Ате на Центральном городском кладбище.

### Семья
Жена — актриса Мария Петровна Яскеляйн (1900—1961). Дочь — архитектор-строитель Черкасова-Сергеева Нина Николаевна (род. 1927). Сёстры — актриса Лина Борегар, Вера. Братья — Александр, Леонид, Сергей, Дмитрий Сергеевы.

## Творчество

### Роли в театре
- «Фома Гордеев» М. Горького — Яков Маякин (Малый драматический театр)

### Роли в кино
- 1935 — Джульбарс — Шо-Мурад
- 1940 — Суворов — Суворов
- 1942 — Боевой киносборник № 10 (новеллы «Бесценная голова», «Молодое вино»)
- 1942 — Боевой киносборник № 12 (новелла «Ванька»)
- 1942 — Непобедимые — Родионов-отец
- 1942 — Дорога к звёздам — генерал

## Признание и награды
- Сталинская премия первой степени (1941) — за исполнение главной роли в фильме «Суворов» (1940)[4]